# Campionato sudamericano maschile under 19 di pallavolo 2018
Il campionato sudamericano maschile under 19 di pallavolo 2018 si è svolto dal 24 al 28 settembre 2018 a Sopó, in Colombia: al torneo hanno partecipato otto squadre nazionali under 19 sudamericane e la vittoria finale è andata per la diciassettesima volta al Brasile.

## Impianti
|                                                              |  |  |
|                                                              |  |  |
| Coliseo Municipal Città: Sopó Capienza: - Anno d'apertura: - |  |  |

## Regolamento

### Formula
Le squadre hanno disputato una prima fase a gironi con formula del girone all'italiana; al termine della prima fase:
- Le prime due classificate di ogni girone hanno avuto accesso alla fase finale per il primo posto, strutturata in semifinali, finale per il terzo posto e finale.
- Le ultime due classificate di ogni girone hanno avuto accesso alla fase finale per il quinto posto, strutturata in semifinali, finale per il settimo posto e finale per il quinto posto.

### Criteri di classifica
Se il risultato finale è stato di 3-0 o 3-1 sono stati assegnati 3 punti alla squadra vincente e 0 a quella sconfitta, se il risultato finale è stato di 3-2 sono stati assegnati 2 punti alla squadra vincente e 1 a quella sconfitta.
L'ordine del posizionamento in classifica è stato definito in base a:
- Numero di partite vinte;
- Punti;
- Ratio dei set vinti/persi;
- Ratio dei punti realizzati/subiti;
- Risultati degli scontri diretti;
- Classifica avulsa.

## Squadre partecipanti
| Squadra   | Qualificazione      | Ultima partecipazione |
| --------- | ------------------- | --------------------- |
| Argentina | -                   | Perù 2016             |
| Bolivia   | -                   | Perù 2016             |
| Brasile   | -                   | Perù 2016             |
| Cile      | -                   | Perù 2016             |
| Colombia  | Paese organizzatore | Perù 2016             |
| Ecuador   | -                   | Argentina 2006        |
| Paraguay  | -                   | Brasile 2008          |
| Venezuela | -                   | Perù 2016             |

## Torneo

### Fase a gironi
| Girone A | Girone B  |
| -------- | --------- |
| Bolivia  | Argentina |
| Cile     | Brasile   |
| Colombia | Paraguay  |
| Ecuador  | Venezuela |

#### Girone A

##### Risultati
| 24 settembre 2018 Coliseo Municipal de Sopó, Sopó Durata: ? - Spettatori: ? | Bolivia  | 2 - 3 | Cile    | 16-25, 25-19, 25-20, 24-26, 12-15 |
| 24 settembre 2018 Coliseo Municipal de Sopó, Sopó Durata: ? - Spettatori: ? | Colombia | 3 - 0 | Ecuador | 25-22, 25-23, 25-19               |
| 25 settembre 2018 Coliseo Municipal de Sopó, Sopó Durata: ? - Spettatori: ? | Bolivia  | 3 - 0 | Ecuador | 25-22, 25-19, 25-19               |
| 25 settembre 2018 Coliseo Municipal de Sopó, Sopó Durata: ? - Spettatori: ? | Colombia | 3 - 1 | Cile    | 25-17, 25-18, 22-25, 25-21        |
| 26 settembre 2018 Coliseo Municipal de Sopó, Sopó Durata: ? - Spettatori: ? | Cile     | 1 - 3 | Ecuador | 21-25, 25-19, 14-25, 14-25        |
| 26 settembre 2018 Coliseo Municipal de Sopó, Sopó Durata: ? - Spettatori: ? | Colombia | 3 - 0 | Bolivia | 29-27, 25-19, 25-20               |

##### Classifica
| Pos | Squadra  | Pt | G | V | P | SV | SP | Ratio | PF  | PS  | Ratio |
| --- | -------- | -- | - | - | - | -- | -- | ----- | --- | --- | ----- |
| 1   | Colombia | 9  | 3 | 3 | 0 | 9  | 1  | 9.000 | 251 | 211 | 1.190 |
| 2   | Bolivia  | 4  | 3 | 1 | 2 | 5  | 6  | 0.833 | 243 | 244 | 0.996 |
| 3   | Ecuador  | 3  | 3 | 1 | 2 | 3  | 7  | 0.429 | 218 | 224 | 0.973 |
| 4   | Cile     | 2  | 3 | 1 | 2 | 5  | 8  | 0.625 | 260 | 293 | 0.887 |

#### Girone B

##### Risultati
| 24 settembre 2018 Coliseo Municipal de Sopó, Sopó Durata: ? - Spettatori: ? | Argentina | 3 - 1 | Paraguay  | 25-20, 23-25, 25-19, 25-17 |
| 24 settembre 2018 Coliseo Municipal de Sopó, Sopó Durata: ? - Spettatori: ? | Brasile   | 3 - 0 | Venezuela | 25-18, 25-21, 25-14        |
| 25 settembre 2018 Coliseo Municipal de Sopó, Sopó Durata: ? - Spettatori: ? | Brasile   | 3 - 0 | Paraguay  | 25-11, 25-9, 25-16         |
| 25 settembre 2018 Coliseo Municipal de Sopó, Sopó Durata: ? - Spettatori: ? | Argentina | 3 - 1 | Venezuela | 20-25, 25-16, 25-19, 25-23 |
| 26 settembre 2018 Coliseo Municipal de Sopó, Sopó Durata: ? - Spettatori: ? | Venezuela | 3 - 1 | Paraguay  | 25-18, 25-23, 25-27, 26-24 |
| 26 settembre 2018 Coliseo Municipal de Sopó, Sopó Durata: ? - Spettatori: ? | Argentina | 0 - 3 | Brasile   | 19-25, 19-25, 14-25        |

##### Classifica
| Pos | Squadra   | Pt | G | V | P | SV | SP | Ratio | PF  | PS  | Ratio |
| --- | --------- | -- | - | - | - | -- | -- | ----- | --- | --- | ----- |
| 1   | Brasile   | 15 | 3 | 3 | 0 | 9  | 0  | MAX   | 225 | 141 | 1.596 |
| 2   | Argentina | 8  | 3 | 2 | 1 | 6  | 5  | 1.200 | 245 | 239 | 1.025 |
| 3   | Venezuela | 5  | 3 | 1 | 2 | 4  | 7  | 0.571 | 237 | 262 | 0.905 |
| 4   | Paraguay  | 2  | 3 | 0 | 3 | 2  | 9  | 0.222 | 209 | 274 | 0.763 |

### Fase finale

#### Finali 1º e 3º posto
|  | Semifinali | Semifinali | Semifinali |         |           | Finale 1º/2º posto | Finale 1º/2º posto | Finale 1º/2º posto |  |
|  |            |            |            |         |           |                    |                    |                    |  |
|  | Colombia   | Colombia   | 1          |         |           |                    |                    |                    |  |
|  | Colombia   | Colombia   | 1          |         |           |                    |                    |                    |  |
|  | Argentina  | Argentina  | 3          |         |           |                    |                    |                    |  |
|  | Argentina  | Argentina  | 3          |         | Argentina | Argentina          | 0                  |                    |  |
|  |            |            |            |         | Argentina | Argentina          | 0                  |                    |  |
|  |            |            | Brasile    | Brasile | 3         |                    |                    |                    |  |
|  | Brasile    | Brasile    | Brasile    | Brasile | 3         | 3                  |                    |                    |  |
|  | Brasile    | Brasile    |            |         |           | 3                  |                    |                    |  |
|  | Bolivia    | Bolivia    | 0          |         |           | Finale 3º/4º posto | Finale 3º/4º posto | Finale 3º/4º posto |  |
|  | Bolivia    | Bolivia    | 0          |         |           |                    |                    |                    |  |
|  |            |            |            |         |           |                    |                    |                    |  |
|  |            |            |            |         |           | Colombia           | Colombia           | 3                  |  |
|  |            |            |            |         |           | Colombia           | Colombia           | 3                  |  |
|  |            |            |            |         |           | Bolivia            | Bolivia            | 0                  |  |

##### Semifinali
| 27 settembre 2018 Coliseo Municipal de Sopó, Sopó Durata: ? - Spettatori: ? | Colombia | 1 - 3 | Argentina | 13-25, 25-20, 17-25, 19-25 |
| 27 settembre 2018 Coliseo Municipal de Sopó, Sopó Durata: ? - Spettatori: ? | Brasile  | 3 - 0 | Bolivia   | 25-17, 25-16, 25-20        |

##### Finale 3º posto
| 28 settembre 2018 Coliseo Municipal de Sopó, Sopó Durata: ? - Spettatori: ? | Colombia | 3 - 0 | Bolivia | 25-21, 25-17, 25-17 |

##### Finale
| 28 settembre 2018 Coliseo Municipal de Sopó, Sopó Durata: ? - Spettatori: ? | Argentina | 0 - 3 | Brasile | 13-25, 23-25, 16-25 |

#### Finali 5º e 7º posto
|  | Semifinali | Semifinali | Semifinali |      |         | Finale 5º/6º posto | Finale 5º/6º posto | Finale 5º/6º posto |  |
|  |            |            |            |      |         |                    |                    |                    |  |
|  | Paraguay   | Paraguay   | 0          |      |         |                    |                    |                    |  |
|  | Paraguay   | Paraguay   | 0          |      |         |                    |                    |                    |  |
|  | Ecuador    | Ecuador    | 3          |      |         |                    |                    |                    |  |
|  | Ecuador    | Ecuador    | 3          |      | Ecuador | Ecuador            | 0                  |                    |  |
|  |            |            |            |      | Ecuador | Ecuador            | 0                  |                    |  |
|  |            |            | Cile       | Cile | 3       |                    |                    |                    |  |
|  | Cile       | Cile       | Cile       | Cile | 3       | 3                  |                    |                    |  |
|  | Cile       | Cile       |            |      |         | 3                  |                    |                    |  |
|  | Venezuela  | Venezuela  | 0          |      |         | Finale 7º/8º posto | Finale 7º/8º posto | Finale 7º/8º posto |  |
|  | Venezuela  | Venezuela  | 0          |      |         |                    |                    |                    |  |
|  |            |            |            |      |         |                    |                    |                    |  |
|  |            |            |            |      |         | Paraguay           | Paraguay           | 1                  |  |
|  |            |            |            |      |         | Paraguay           | Paraguay           | 1                  |  |
|  |            |            |            |      |         | Venezuela          | Venezuela          | 3                  |  |

##### Semifinali
| 27 settembre 2018 Coliseo Municipal de Sopó, Sopó Durata: ? - Spettatori: ? | Paraguay | 0 - 3 | Ecuador   | 21-25, 20-25, 17-25 |
| 27 settembre 2018 Coliseo Municipal de Sopó, Sopó Durata: ? - Spettatori: ? | Cile     | 3 - 0 | Venezuela | 25-21, 25-18, 25-20 |

##### Finale 7º posto
| 28 settembre 2018 Coliseo Municipal de Sopó, Sopó Durata: ? - Spettatori: ? | Paraguay | 1 - 3 | Venezuela | 20-25, 25-22, 16-25, 20-25 |

##### Finale 5º posto
| 28 settembre 2018 Coliseo Municipal de Sopó, Sopó Durata: ? - Spettatori: ? | Ecuador | 0 - 3 | Cile | 21-25, 18-25, 17-25 |

## Classifica finale
| Pos | Squadra   | Qualificazione                    |
| --- | --------- | --------------------------------- |
|     | Brasile   | Campionato mondiale under 19 2019 |
|     | Argentina | Campionato mondiale under 19 2019 |
|     | Colombia  | Campionato mondiale under 19 2019 |
| 4   | Bolivia   |                                   |
| 5   | Cile      |                                   |
| 6   | Ecuador   |                                   |
| 7   | Venezuela |                                   |
| 8   | Paraguay  |                                   |

## Premi individuali
| Premio                | Nome             | Squadra   |
| --------------------- | ---------------- | --------- |
| MVP                   | Darlan de Souza  | Brasile   |
| Miglior palleggiatore | Gustavo Orlando  | Brasile   |
| Miglior opposto       | Agustín Nogueira | Argentina |
| Miglior schiacciatore | Harold Caicedo   | Colombia  |
| Miglior schiacciatore | Nathan Krupp     | Brasile   |
| Miglior centrale      | Leonardo Andrade | Brasile   |
| Miglior centrale      | Agustín Gallardo | Argentina |
| Miglior libero        | Rooswelt Ramos   | Colombia  |